# コンスタンティン・ランスト・デ・ヨング

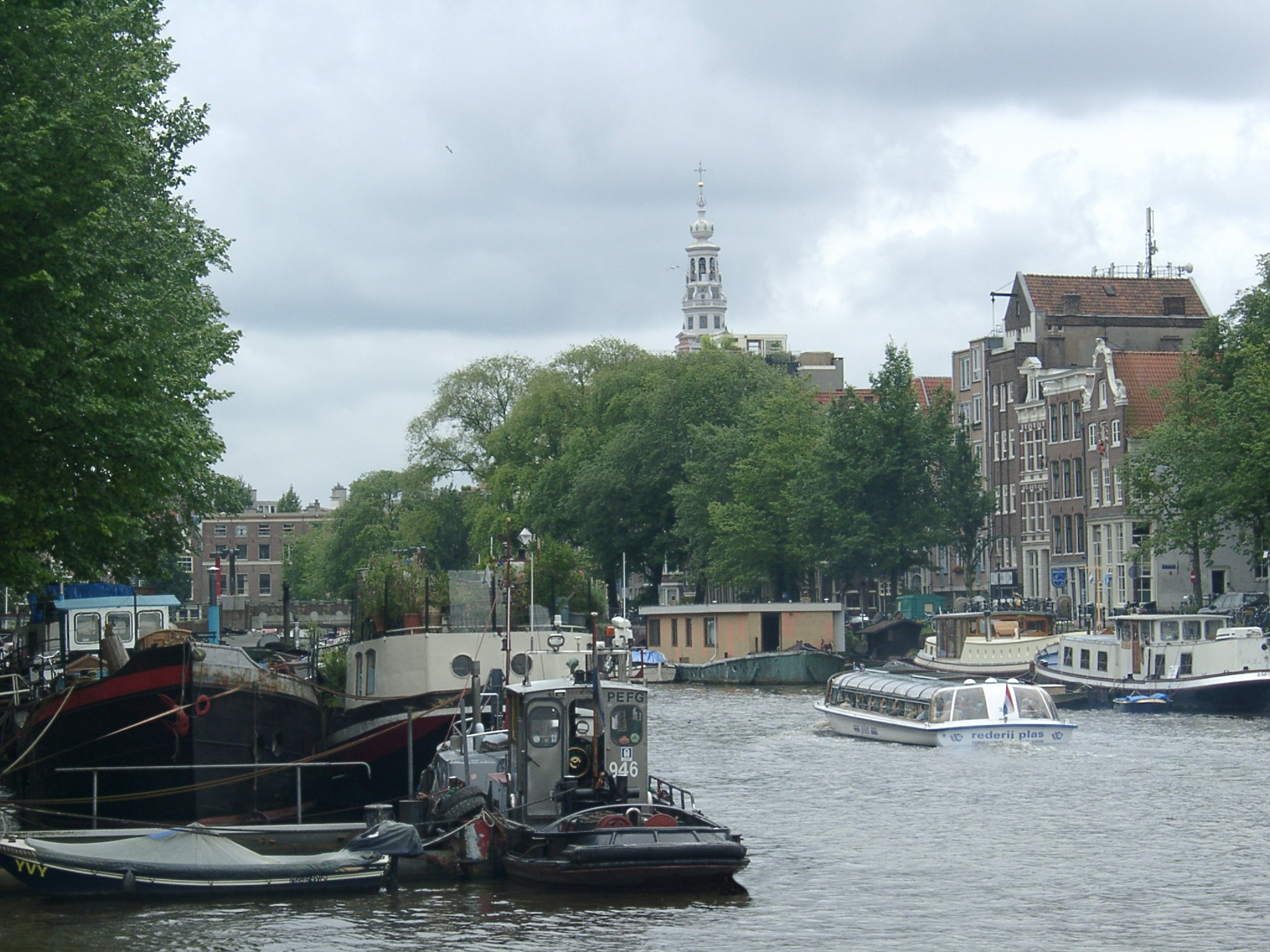
アウデスカンスの教会

コンチタンティン・ランスト・デ・ヨング（Constanti(j)n Ranst de Jonge、1635年10月28日 – 1714年1月10日) は、第36代、第45代、第48代のオランダ商館長。

## ランスト家
ランスト家はもともとはブルッヘ（ブルージュ）にあったが、1585年以降はミデルブルフとアムステルダムへと移っている。一家は港近くのアウデスカンス（Oudeschans）74/76番地に居を構え、その屋敷は「2頭の虎」と呼ばれていた。コンスタンティンの父で捕鯨業者であったヒエロニムス・ランスト（Hieronimus Rans(t)、1607–1660）は1633年にスミルデ（Smilde）近くで泥炭掘削に投資した。1635年にはスヘルメルの干拓地を購入している。1644年にはプルメル（Purmer）に邸宅を所有している。1650年には義理の兄弟であるウィレム・ボレル（Willem Boreel）が駐ベニス大使となっている。ランスト家はオランダ黄金時代の最も裕福な250家族の一つであった。

## 生涯

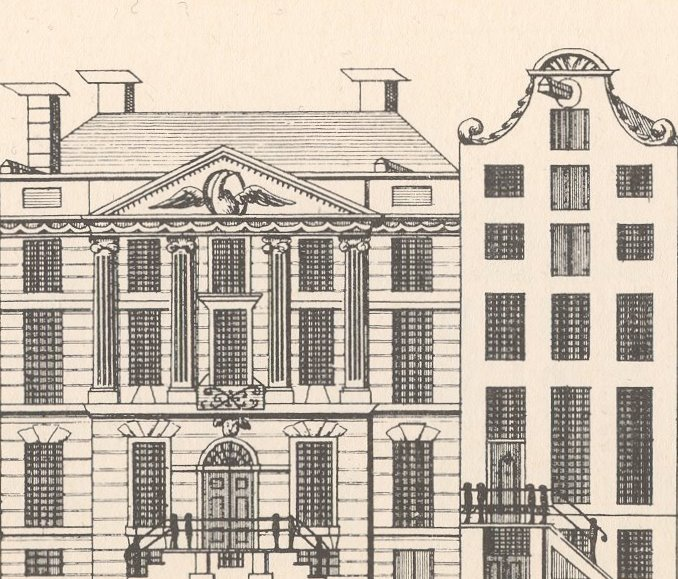
ヘーレン運河527番地と529番地の邸宅

コンスタンティンは、ヒエロニムスとバルバラ・カレル（Barbara Carel）の間に1635年に生まれた。ヒエロニムスには何人かの子供がいた。1656年にコンスタンティンはヘスター・ハートシンク（Hester Hartsinck）とバタヴィアで結婚した。1659年3月にケープ植民地に到着し、ヤン・ファン・リーベックとヨハン・バックス（Johan Bax）に会っている。その後1665年から1667年までトンキン商館長、1665年から1667年まで出島オランダ商館長、1668年にはバタヴィアの臨時議員、1669年から1673年まではベンガル植民地長官、1683年から1684年まではバダヴィアの議員を歴任し、1683年から1684年、さらに1686年から1687年まで再び出島商館長を勤めた。
1688年にコンスタンティンの娘のヘスター（1671年ベンガル生まれ、1750年アムステルダムにて没）がヤコブ・ヒンローペン（Jacob J. Hinlopen、1668年–1698年）とアウダーケルク・アーン・デ・アムステル（Ouderkerk aan de Amstel）で結婚した。コンスタンティンはアムステルダム運河のヘーレン運河527番地に住み、屋敷（およびプリンセン運河の7棟の倉庫）は孫であるヤコブ・ヒンローペン（Jacob J. Hinlopen）が継承した。兄弟のレオナルドは市議会議員であった。コンスタンティンは1714年にアムステルダムで死去した。1717年、ヘーレン運河の邸宅はピョートル大帝の二度目のオランダ訪問の際の住居として使われた。

## 参考資料
- 'Constantijn Ranst', in Kees Zandvliet, De 250 rijksten van de Gouden Eeuw (Amsterdam : Rijksmuseum etc., 2006) 131-132.
- Gaastra, F.S. (1985) Constantijn Ranst en de corruptie onder het personeel van de VOC te Bengalen, 1669 - 1673. e.v.a.
- “Constantijn Ranst”. In Groenveld, S., M.E.H.N. Mout, I. Schoffer, Bestuurders en geleerden: opstellen over onderwerpen uit de Nederlandse geschiedenis van de zestiende, zeventiende en achttiende eeuw, aangeboden aan Prof. Dr. J.J. Woltjer bij zijn afscheid als hoogleraar van de Rijksuniversiteit te Leiden Amsterdam: De Bataafsche Leeuw. 1985.

| 先代 ダニエル・シックス       | オランダ商館長（第36代） 1667年11月6日 - 1668年10月25日 | 次代 ダニエル・シックス                 |
| 先代 アンドレアス・クレイエル | オランダ商館長（第45代） 1682年10月20日 - 1683年11月8日 | 次代 ヘンドリック・ファン・ブイテンヘム |
| 先代 アンドレアス・クレイエル | オランダ商館長（第48代） 1686年11月5日 - 1687年10月25日 | 次代 ヘンドリック・ファン・ブイテンヘム |